# كارلوس فيليب اكسيمنس بيلو
المونسنيور كارلوس فيليب اكسيمنس بيلو (بالبرتغالية: Monsenhor Carlos Filipe Ximenes Belo‏) هو رجل دين كاثوليكي تيموري شرقي ورئيس أساقفة ديلي، ولد في 3 فبراير 1948 وحصل سنة 1996 على جائزة نوبل للسلام مناصفة مع جوزيه راموس هورتا للعمل في إيجاد حل سلمي للصراع في تيمور الشرقية.

## القيادة الرعوية
عُين كارلوس فيليب اكسيمنس بيلو بمنصب المدير الباباوي لأبرشية ديلي، ليصبح رئيسًا لكنيسة تيمور الشرقية ومسؤولًا مباشرًا أمام البابا، وذلك بعد استقالة مارتينو دا كوستا لوبيز في عام 1983. عُين فخريًا بمنصب أسقف لوريوم في 6 فبراير من عام 1989.
كان الأب بيلو اختيار سفير الفاتيكان الباباوي المؤيد في جاكرتا واختيار الزعماء الإندونيسيين أيضًا، وذلك بسبب افتراضهم لخضوعه لهم، لكنه لم يكن اختيار الكهنة التيموريين الذين لم يحضروا حفل تنصيبه. على الرغم من وجوده في منصبه منذ خمسة أشهر فقط، فقد احتج بشدة خلال إحدى عظاته في الكاتدرائية ضد وحشية مذبحة كراراس (1983) وأدان الاعتقالات الإندونيسية الكثيرة. كانت الكنيسة آنذاك المؤسسة الوحيدة القادرة على التواصل مع العالم الخارجي؛ مع أخذ ما سبق بعين الاعتبار، بدأ المدير الباباوي الجديد في كتابة الرسائل وبناء اتصالات مع الخارج، على الرغم من العزلة الناشئة عن معارضة الإندونيسيين وعدم اهتمام معظم العالم بذلك.
كتب إلى رئيس البرتغال والبابا والأمين العام للأمم المتحدة في فبراير من عام 1989، داعياً إلى إجراء استفتاء للأمم المتحدة حول مستقبل تيمور الشرقية وللمساعدة الدولية للتيموريين الشرقيين الذين «يموتون كشعب وأمة»، ولكن عندما أُعلن عن رسالة الأمم المتحدة في أبريل، أصبح بيلو هدفًا للإندونيسيين بشكل متزايد. ازداد هذا الخطر عندما قدم الأسقف بيلو ملاذاً في منزله -كما فعل في مناسبات مختلفة- للشباب الهاربين من مذبحة سانتا كروز (1991)، وسعى إلى كشف أعداد الضحايا الذين قتلوا.
اعتُرف بشكل دولي بشجاعة الأسقف بيلو نيابةً عن التيموريين الشرقيين وبسعيه لتحقيق السلام والمصالحة عندما حصل مع جوسيه راموس هورتا على جائزة نوبل للسلام في ديسمبر من عام 1996. واستفاد الأسقف بيلو من هذا الشرف عن طريق لقاءات مع بيل كلينتون من الولايات المتحدة ونيلسون مانديلا من جنوب أفريقيا. حصل أيضًا على جائزة جون همفري فريدوم من المركز الدولي لحقوق الإنسان والتنمية الديمقراطية في عام 1995.

## الاستقالة من منصب المدير البابوي والنشاط الرعوي الجديد
في أعقاب استقلال تيمور الشرقية في 20 مايو من عام 2002، بدأت الآثار السلبية لضغوط الأحداث وللضغط المستمر الذي تعرض الأسقف بيلو له بالظهور على صحته. قبل البابا يوحنا بولس الثاني استقالته من منصب المدير البابوي لديلي في 26 نوفمبر من عام 2002.
سافر الأسقف بيلو إلى البرتغال لتلقي العلاج الطبي بعد استقالته. ظهرت دعوات متكررة من أجل عودته إلى تيمور الشرقية وترشحه لمنصب الرئيس، مع بداية عام 2004. ومع ذلك، قال بيلو في مايو من عام 2004 للتلفزيون الحكومي البرتغالي «آر تي بي»، إنه لن يسمح بوضع اسمه للترشيح. وأردف قائلًا «لقد قررت ترك السياسة للسياسيين». بعد شهر واحد من ذلك التصريح، وبالتحديد في 7 يونيو من عام 2004، أعلن باسكوال تشافيز –العميد الرئيسي في جمعية ساليسيان– من روما أن الأسقف بيلو، الذي عادت صحته إليه، سيتولى مهمة جديدة. ذهب بيلو بعد الاتفاق مع الكرسي الرسولي إلى موزمبيق كمبشر، وعاش هناك باعتباره عضوًا في جمعية ساليسيان.
قال الأسقف بيلو في بيان صادر عنه في 8 يونيو، إنه سيذهب في مهمة إلى أبرشية مابوتو -عاصمة موزمبيق- كما أراد منذ شبابه، وذلك عقب اجتماعين في عام 2003 وعام 2004 مع رئيس جمعية تبشير الشعوب. بدأ بيلو مهمته في يوليو من عام 2004؛ وحصل على الدكتوراه الفخرية من جامعة سي إي يو كاردينال هيريرا في نفس العام.
قدمت الحركة الدولية الناطقة باللغة البرتغالية إم آي إل جائزة شخصية العام للبلدان الناطقة باللغة البرتغالية في فبراير من عام 2011 إلى بيلو، في أكاديمية لشبونة للعلوم.

## روابط خارجية
- كارلوس فيليب اكسيمنس بيلو على موقع الموسوعة البريطانية (الإنجليزية)
- كارلوس فيليب اكسيمنس بيلو على موقع مونزينجر (الألمانية)
- كارلوس فيليب اكسيمنس بيلو على موقع إن إن دي بي (الإنجليزية)